# Bola de vedella
La bola de vedella o bola de bou és una recepta típica del sud de la Xina i les comunitats xineses a l'estranger. Com suggereix el nom, la bola es fa de carn de vedella que ha estat finament triturada. És fàcilment distingible de la bola de peix perquè té un color més fosc. Altra característica són els trossos de tendó en cada bola que es dissolen quan es cuinen prolongadament.

## Producció
Quasi totes les pilotes (de porc, vedella, peix, etcètera) fetes a Àsia difereixen significativament en la textura dels seus equivalents d'origen europeu. En lloc de picar la carn i formar les boles, la carn es tritura, essent també sovint el cas dels farciments dels plats cuinats al vapor. Aquest procés dona una textura suau a les boles. La trituració desenrotlla i estira les fibres prèviament enrotllades i embullades de la carn.

## Hong Kong

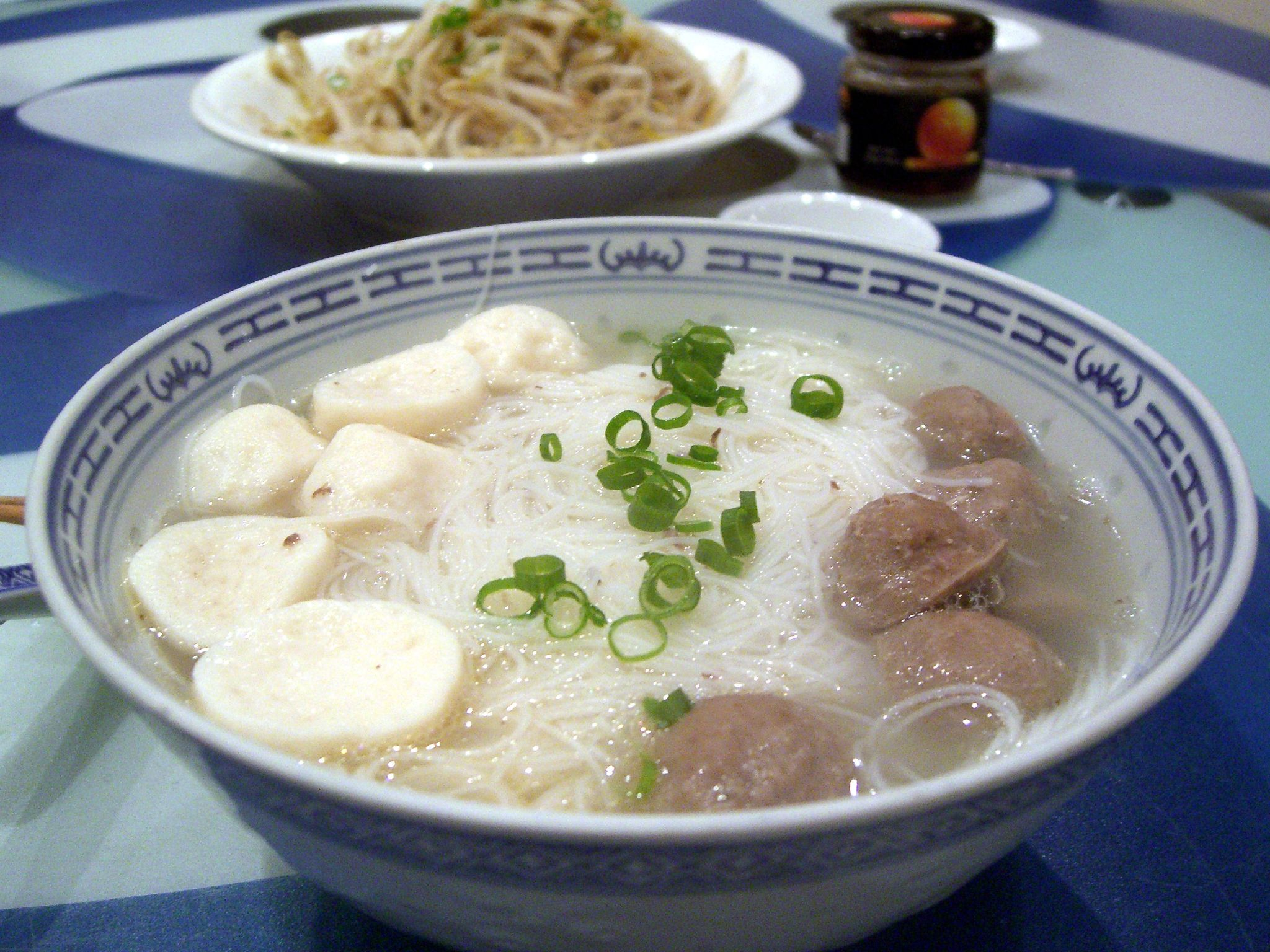
Fideus d'arròs amb boles de peix i vedella.

Les boles de vedella solen barrejar-se amb wanton mee i altres fideus habituals en les receptes amb boles de peix. Estan disponibles en els mercats tradicionals i en els supermercats. Les boles de vedella són també un ingredient popular per als plats hot pot, tenint gran varietat d'usos en la gastronomia xinesa.